# Selmien
Selmien is een buurtschap in de gemeente Opsterland, in de Nederlandse provincie Friesland.
Selmien ligt net ten zuiden van Drachten en ten westen van het dorp Ureterp, waaronder het ook formeel valt. De buurtschap werd in 1718 al vermeld als Selmien. In 1861 werd het gespeld als Selmie. Mogelijke verwijst de plaatsnaam naar een sluis (sel) bij hooilanden (mien → mieden).
Op de zandrug noordelijk van de voorhistorische Drait, parallel aan Selmien, is steentijdmateriaal gevonden. De Drait is net als de Boorne en de Tjonger van oorsprong een smeltwaterstroom van de Saale-ijstijd die ca. 120.000 jaar geleden eindigde.
Tevens er is middeleeuws aardewerk in Selmien (bij nr. 24) gevonden wat mogelijk duidt op bewoning vanaf het jaar 900.
De buurtschap wordt in tweeën gesneden door de N381, beter bekend als de Opper Haudmare. De beide delen zijn slechts verbonden door een fietstunneltje. De N381 ligt in het van oorsprong oostelijke deel van de buurtschap.
Op kaarten duikt de buurtschap ook op als Selmien-West. Er staan zelfs witte plaatsnaamborden met die naam. Eentje staat niet ver van de tunnel, maar staat in de richting van Selmien-Oost. Men kan zo zeggen dat men vanuit Selmien-West naar Selmien-West gaat, ook al zou dat eigenlijk Selmien-Oost moeten zijn.
Dorpen: Bakkeveen · Beetsterzwaag · Drachten-Azeven · Frieschepalen · Gorredijk · Hemrik · Jonkersland · Langezwaag · Lippenhuizen · Luxwoude · Nij Beets · Olterterp · Siegerswoude · Terwispel · Tijnje · Ureterp · Waskemeer (klein deel) · Wijnjewoude

Buurtschappen: Allardsoog (deels) · Haneburen · Hanebuurt · Heidehuizen · Hemrikerverlaat · Klein Groningen · Kooibos · Kortezwaag · Moskou (deels) · Nieuwe Vaart · Oosterend · Oud Beets · Petersburg (deels) · Rolbrug · Selmien · Sparjebird · Uilesprong · Ureterp aan de Vaart · Voorwerk · Vosseburen · Welgelegen (deels) · Wijngaarden · Wijnjeterpverlaat

Friesland: Steden en dorpen      Nederland: Provincies · Gemeenten